# Учпілинська сільська рада
Учпіли́нська сільська рада (рос. Учпилинский сельский совет) — муніципальне утворення у складі Дюртюлинського району Башкортостану, Росія. Адміністративний центр — село Учпілі.
Станом на 2002 рік існували Новокангишевська сільська рада (села Казакларово, Новокангишево, присілки Баргата, Киргизки, Малобішкуразово, Новобадраково, Сергієвка, Таубаш-Бадраково) та Учпілинська сільська рада (село Учпілі, присілки Аюкашево, Зейлево).

## Населення
Населення — 1581 особа (2019, 1892 у 2010, 1998 у 2002).

## Склад
До складу поселення входять такі населені пункти:
| Населений пункт            | Населення, осіб (2002) | Населення, осіб (2010) |
| -------------------------- | ---------------------- | ---------------------- |
| Аюкашево, присілок         | 207                    | 200                    |
| Баргата, присілок          | 127                    | 111                    |
| Зейлево, присілок          | 182                    | 176                    |
| Казакларово, село          | 247                    | 223                    |
| Киргизки, присілок         | 82                     | 75                     |
| Малобішкуразово, присілок  | 67                     | 55                     |
| Новобадраково, присілок    | 36                     | 26                     |
| Новокангишево, село        | 444                    | 423                    |
| Сергієвка, присілок        | 11                     | 4                      |
| Таубаш-Бадраково, присілок | 167                    | 142                    |
| Учпілі, село               | 428                    | 457                    |